# Sistema frigorífico

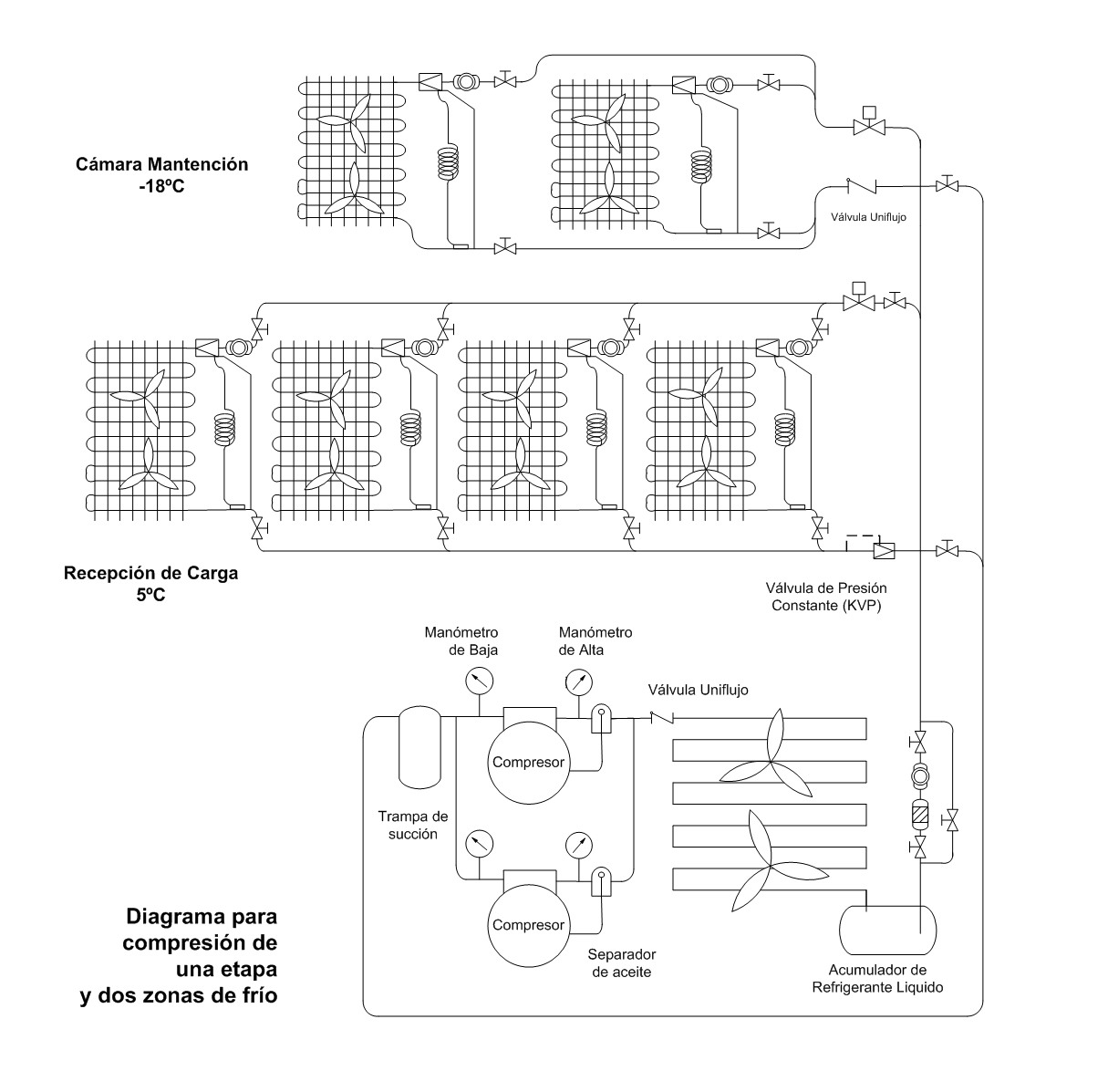
Diagrama de sistema frigorífico de una etapa con dos zonas de frío. Evaporadores de expansión directa.

Los denominados sistemas frigoríficos o sistemas de refrigeración corresponden a arreglos mecánicos que utilizan las propiedades termodinámicas de la materia para trasladar energía térmica en forma de calor entre dos o más focos, conforme se requiera. Están diseñados primordialmente para disminuir la temperatura del producto almacenado en cámaras frigoríficas o cámaras de refrigeración, las cuales pueden contener una variedad de alimentos o compuestos químicos, conforme especificaciones.
Cabe mencionar la radical diferencia entre un sistema frigorífico y un circuito de refrigeración, siendo este último un mero arreglo para disminuir la temperatura, el cual se define como "concepto", ya que su diseño (abierto, semiabierto, cerrado), fluido (aire, agua, incluso gas refrigerante), flujo (solo frío o "bomba de calor"), etc. varía conforme la aplicación. Estos varían desde el clásico enfriamiento de motores de combustión interna por medio de agua hasta el water cooling utilizado en enfriamiento de computadores. Los sistemas frigoríficos tienden a ser bastante más complejos que un circuito de refrigeración y por eso se presentan aparte. 
En el estudio acabado y diseño de estos sistemas frigoríficos se aplican diversas ciencias, tales como la química, en las propiedades y composición de los refrigerantes; la termodinámica, en el estudio de las propiedades de la materia y su energía interna; la transferencia de calor, en el estudio de intercambiadores de calor y soluciones técnicas; así como la ingeniería mecánica, en el estudio de compresores de gas para lograr el trabajo de compresión requerido. Se han mencionado estas disciplinas dejando de lado la electricidad, desde los tradicionales conocimientos en corrientes trifásicas para la alimentación de los equipos, hasta conocimientos relativamente avanzados en automatización y PLC, para el control automático que estos requieren cuando están operando en planta frigorífica.
Los sistemas frigoríficos se diferencian entre sí conforme su método de inyección de refrigerante y configuración constructiva, ambos condicionados por sus parámetros de diseño. De esta manera, y haciendo un adecuado balance de masas y energías, es posible encontrar la solución adecuada a cualquier solicitación frigorífica.

## Parámetros de diseño
El diseño de estos sistemas frigoríficos se define, principalmente, en función de los siguientes parámetros:
- Temperaturas de operación (Temperaturas de evaporación y condensación).
- Capacidad del sistema, generalmente denominada en kW definida en función de la carga térmica.
- Refrigerantes amigables ambientalmente y de amplio efecto refrigerante.
- Costos operativos del sistema.

## Sistemas de refrigeración conforme zonas de frío

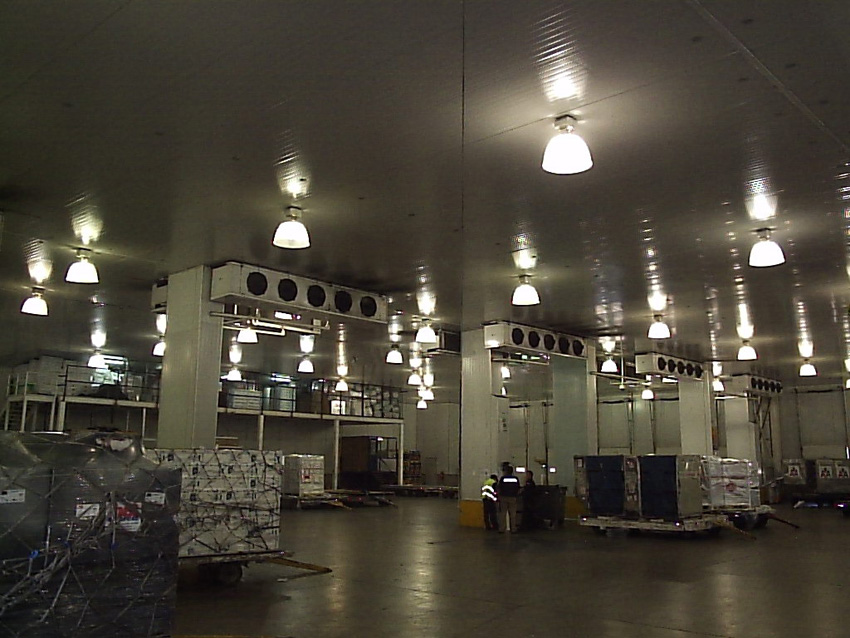
Sala de recepción de planta frigorífica.

Los sistemas de refrigeración -implementados tanto en plantas frigoríficas como en refrigeradores domésticos- pueden catalogarse primeramente conforme las denominadas "zonas de frío" o temperaturas de frío para las cuales estos estén diseñados.

### Una zona de frío
Es el clásico arreglo en el cual el sistema opera bajo una sola temperatura de régimen de frío, es decir, entre una temperatura de condensación y una sola temperatura de evaporación del refrigerante.

### Dos o más zonas de frío
Es aquel sistema en el cual el refrigerante -condensado a una sola temperatura- se evapora a distintos valores en función de distintos procesos. A modo de ejemplo, y para una planta frigorífica, una cámara de congelado y una cámara de productos frescos requieren distintas temperaturas de régimen y, por lo tanto, distintas temperaturas de evaporación del refrigerante.

## Sistemas de refrigeración conforme alimentación de refrigerante

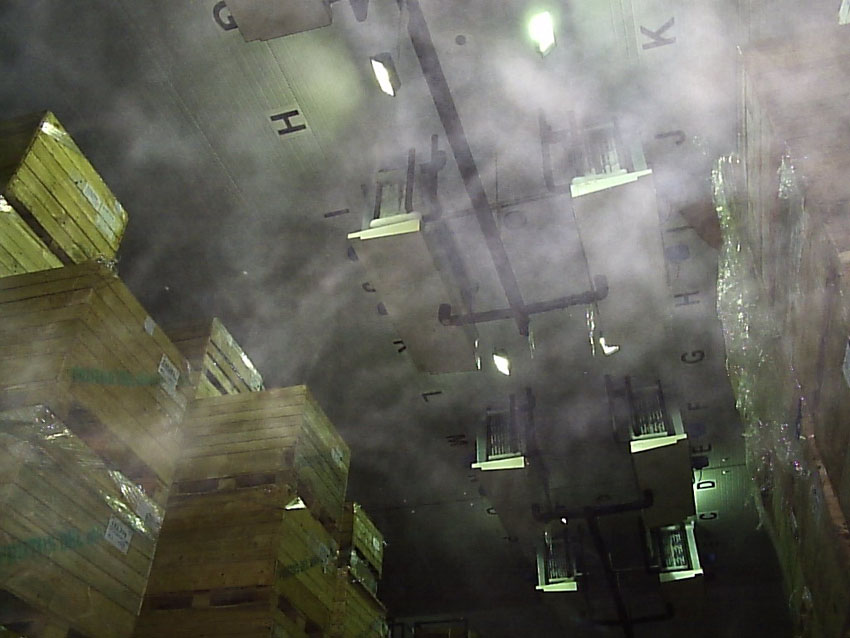
Evaporadores inundados para amoníaco en cámara de refrigeración para frutas.

### Expansión seca (DX)
Se les denomina sistemas de expansión seca, -o directa- a los sistemas frigoríficos en los cuales la evaporación del refrigerante se lleva a cabo a través de su recorrido por el evaporador, encontrándose este en estado de mezcla en un punto intermedio de este. Estos sistemas, si bien son los más comunes, suelen ser de menor capacidad que los de recirculación de líquido.

### Con recirculación de líquido
Lo que diferencia a los sistemas de recirculación de líquido a los de expansión directa es que el flujo másico de líquido a los evaporadores supera con creces al flujo de vapor producido en el evaporador. Es común el apelativo de “sobrealimentación de líquido” para los evaporadores de estos sistemas. Estos sistemas son preferentemente utilizados en aplicaciones industriales, con un número considerable de evaporadores y operando a baja temperatura.

## Tipos y Configuración de sistemas de refrigeración

### Refrigeración por compresión

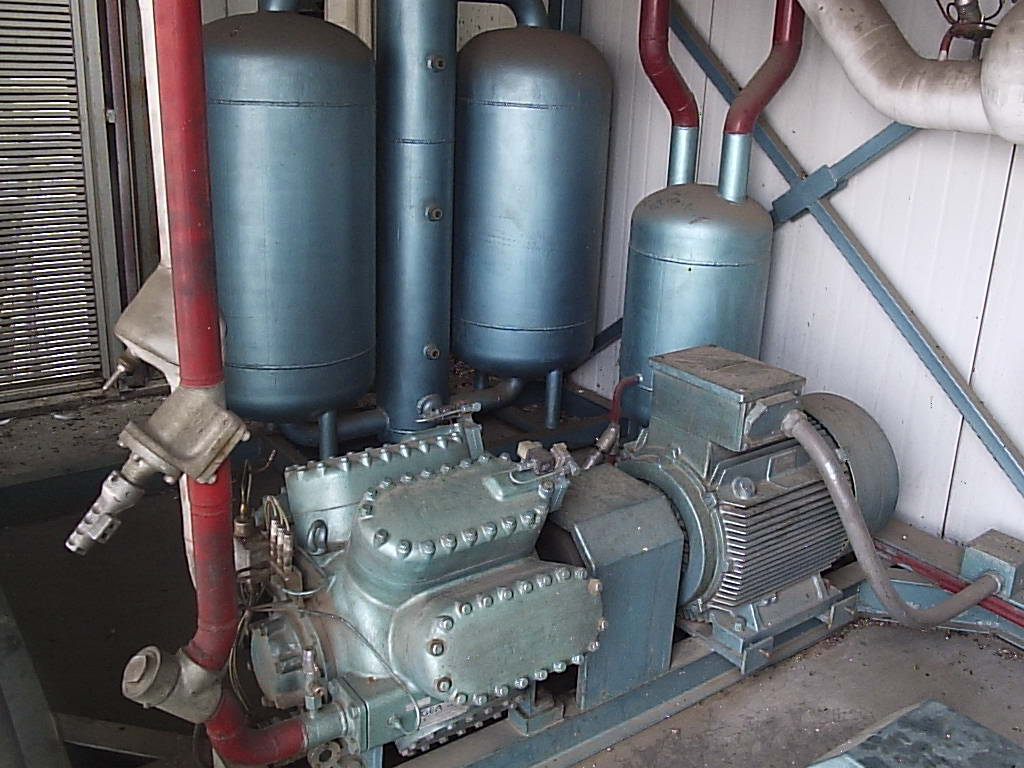
Compresor industrial para R22.

La refrigeración por compresión desplaza la energía térmica entre dos focos; creando zonas de alta y baja presión confinadas en intercambiadores de calor, mientras estos procesos de intercambio de energía se suceden cuando el fluido refrigerante se encuentra en procesos de cambio de estado; de líquido a vapor, y viceversa.
El proceso de refrigeración por compresión se logra evaporando un gas refrigerante en estado líquido a través de un dispositivo de expansión dentro de un intercambiador de calor, denominado evaporador. Para evaporarse este requiere absorber calor latente de vaporización. Al evaporarse el líquido refrigerante cambia su estado a vapor. Durante el cambio de estado el refrigerante en estado de vapor absorbe energía térmica del medio en contacto con el evaporador, bien sea este medio gaseoso o líquido. A esta cantidad de calor contenido en el ambiente se le denomina carga térmica. Luego de este intercambio energético, un compresor mecánico se encarga de aumentar la presión del vapor para poder condensarlo dentro de otro intercambiador de calor conocido como condensador. En este intercambiador se liberan del sistema frigorífico tanto el calor latente como el sensible, ambos componentes de la carga térmica. Ya que este aumento de presión además produce un aumento en su temperatura, para lograr el cambio de estado del fluido refrigerante -y producir el subenfriamiento del mismo- es necesario enfriarlo al interior del condensador; esto suele hacerse por medio de aire o agua conforme el tipo de condensador, definido muchas veces en función del refrigerante. De esta manera, el refrigerante ya en estado líquido, puede evaporarse nuevamente a través de la válvula de expansión y repetir el ciclo de refrigeración por compresión.

#### Tipos de compresión
Por su parte, los sistemas de refrigeración por compresión se diferencian o separan en dos grandes tipos:
- Sistemas de compresión simple

Eleva la presión del sistema mediante una sola carrera de compresión. Es el más común de los sistemas de refrigeración ampliamente utilizado en refrigeradores y equipos de aire acondicionado.
- Sistemas de compresión múltiple

Solución de compresión ideal para bajas temperaturas debido a las altas relaciones de compresión que estos sistemas superan.

#### Configuración de sistemas de compresión

##### Sistemas de expansión directa

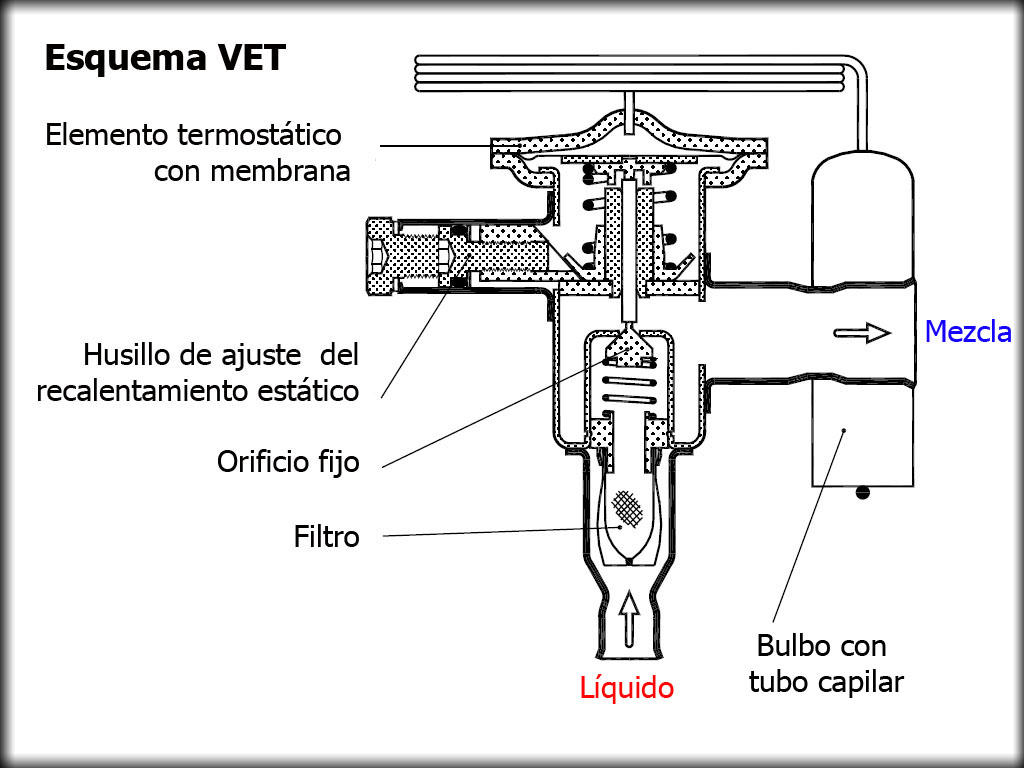
La válvula de expansión termostática genera la expansión directa del refrigerante en este tipo de sistemas frigoríficos.

De compresión simple:
- Sistema de una etapa.

Es el sistema de refrigeración más ampliamente utilizado debido a su simplicidad y versatilidad. Su particularidad, no obstante, consiste en que por lo general para lograr bajas temperaturas capaces de absorber grandes cargas térmicas, debe alcanzar elevadas relaciones de compresión. Se puede aplicar en refrigeradores domésticos, vitrinas frigoríficas comerciales, equipos de aire acondicionado de todo tipo, y sistemas que no absorban grandes cargas frigoríficas.
De compresión múltiple:
- Sistema de doble etapa.

La doble etapa permite, mediante un compresor de doble etapa, alcanzar elevadas relaciones de compresión y, por lo tanto, menores temperaturas con capacidad de absorber mayor carga térmica. Sistema propio en cámaras de congelado de alta eficiencia energética.
- Sistema en cascada.

La compresión múltiple en cascada permite, mediante dos circuitos de refrigeración de una etapa "semi independientes" y con distintos refrigerantes, alcanzar temperaturas cercanas a los -80 °C. Propio en equipos de laboratorio para almacenamiento de muestras biológicas.
- Sistema de compresión múltiple con enfriador intermedio de tipo abierto.

Esta modalidad de compresión múltiple permite, mediante dos compresores y un estanque presurizado conectado entre ambos, realizar una expansión y enfriamiento del refrigerante en circulación antes de ingresar a la etapa de alta presión. Propio de sistemas industriales.
- Sistema de compresión múltiple con enfriador intermedio de tipo cerrado.

A diferencia del sistema anterior, al cual también se le puede denominar “de inyección total”, aquí se produce una “inyección parcial” del refrigerante al interior del estanque a fin de producir un enfriamiento.

##### Sistemas con recirculado de líquido
De compresión simple:

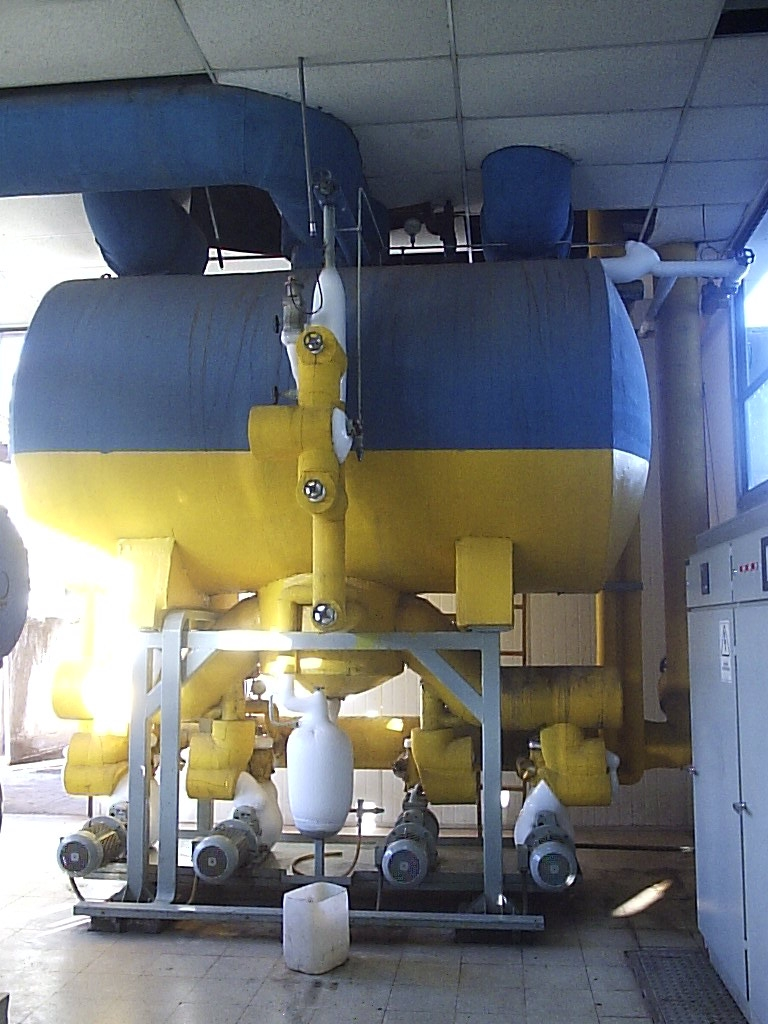
Estanque de recirculado para amoníaco.

- Sistema con estanque de recirculado

La recirculación de líquido es un método utilizado con la finalidad de alimentar los evaporadores inundados instalados en una gran instalación frigorífica. Generalmente se utiliza amoníaco (R717) como refrigerante.
De compresión múltiple:
- Sistema de compresión múltiple con estanque de recirculado

Un sistema de recirculado de compresión múltiple permite bombear refrigerante líquido a menor presión y temperatura a los evaporadores inundados.

### Refrigeración por absorción
El sistema de refrigeración por absorción es un medio de producir frío que aprovecha las propiedades de ciertas sustancias que absorben calor al cambiar de estado líquido a gaseoso. Así como en el sistema de compresión el ciclo se hace mediante un compresor, en el caso de la absorción, el ciclo se basa físicamente en la capacidad que tienen algunas sustancias, como el bromuro de litio, de absorber otra sustancia, tal como el agua, en fase de vapor. Otra posibilidad es emplear el agua como sustancia absorbente (disolvente) y como absorbida (soluto) amoníaco.

## Diagramas Ph y Sistemas Frigoríficos
Por medio de los diagramas Presión/entalpía es posible trazar ciclos frigoríficos de compresión de diversa naturaleza, determinar capacidad y selección detallada de los componentes y la potencia total del sistema. A continuación se presentan dos ejemplos de sistemas:

## Citas y Referencias
1. ↑  En estricto rigor esto corresponde a la compresión con expansión directa.